# Правителство на Димитър Станчов
Правителството на Димитър Станчов е двадесет и осмото правителство на Княжество България, назначено с Указ № 6 от 27 февруари 1907 г. на княз Фердинанд Сакскобургготски, непосредствено след убийството на предишния министър-председател Димитър Петков. Управлява страната до 3 март 1907 г., след което е наследено от правителството на Петър Гудев.

## Съставяне
Кабинетът, оглавен от Димитър Станчов, е образуван от дейци на Народнолибералната (стамболовистка) партия и разчита на подкрепата ѝ в XIII обикновено народно събрание.

### Кабинет
Сформира се от следните 8 министри и един председател:
| министерство                          | име | име                    | партия                  |
| ------------------------------------- | --- | ---------------------- | ----------------------- |
| председател на Министерския съвет     |     | Димитър Станчов        | безпартиен              |
| вътрешни работи                       |     | Никола Генадиев (упр.) | Народнолиберална партия |
| външни работи и изповедания           |     | Димитър Станчов        | безпартиен              |
| народно просвещение                   |     | Лазар Паяков (упр.)    | Народнолиберална партия |
| правосъдие                            |     | Константин Панайодов   | Народнолиберална партия |
| финанси                               |     | Лазар Паяков           | Народнолиберална партия |
| военен                                |     | Михаил Савов           | военен                  |
| търговия и земеделие                  |     | Никола Генадиев        | Народнолиберална партия |
| обществени сгради, пътища и съобщения |     | Димитър Станчов (упр.) | безпартиен              |